# Victor de Swarte
Victor Henri de Swarte, né le 3 juillet 1848 à Dunkerque et mort le 25 juillet 1917 dans le 16e arrondissement de Paris, est un trésorier-payeur général français devenu homme de lettres.

## Biographie
Né le 3 juillet 1848 à Dunkerque d'une vieille famille de la Flandre française, Victor de Swarte est le fils d’Henri Joseph Deswarte, né en 1808, successivement notaire à Hazebrouck puis juge de paix à Bailleul, et d’Élise Marie Louise Revel de Plumoison, née en 1827, fille du maire de Steenvoorde et conseiller général du Nord. Il vient étudier le droit à Paris et se mêle aux revendications républicaines de la jeunesse lui donnant le goût de la politique.
Pendant la guerre de 1870, il est capitaine dans l'armée du Nord. En 1876, il devient secrétaire particulier du Ministre de la Justice Louis Martel, et se présente aux élections législatives dans la circonscription de Hazebrouck où il échoue. Louis Martel nommé président du Sénat en 1879 le choisit comme chef de cabinet.
Il épouse Élisabeth Catteau-Hassebroucq, originaire de Comines (Nord), en 1878.
Quittant ses fonctions de chef de cabinet à la démission de Louis Martel en juin 1880, il est nommé au poste de trésorier-payeur général du département du Nord. La même année il reçoit la Légion d'honneur.

## Écrivain
Il publie en 1884 un ouvrage remarqué par l'administration de l'époque : Des comptabilités occultes, premier ouvrage à traiter des risques liés à la gestion financière des départements et des communes. Suivront des essais historiques sur la gestion financière : Essai sur l'histoire de la comptabilité publique en France et à l'étranger en 1885 et Histoire du Trésor Public pendant la guerre de 1870-71 en 1890.
Swarte publie des essais historiques : 
- Claude Le Blanc : un intendant, secrétaire d'Etat au XVIIIe siècle : sa vie, sa correspondance (1669-1728), Dunkerque, 1900[9],
- Descartes directeur spirituel, correspondance avec la Princesse Palatine et la reine Christine de Suède, Paris, Félix Alcan, 1904 (Lire l'ouvrage en ligne sur Gallica)[10] ; l'ouvrage remporte le Prix Bordin de l'Académie française la même année[11],

ainsi que des ouvrages sur l'art et les artistes : 
- Lettres sur le salon de 1876 ;
- Articles et causeries publiés dans le mémorial artésien
- Les financiers amateurs d'art aux XVIe, XVIIe et XVIIIe siècles ;
- Samuel Bernard, peintre du roi, académicien, et Samuel-Jacques Bernard, surintendant de la maison de la reine, amateur d'art[12].

Il est élu en 1894 membre de la Société de l'histoire de Paris et de l'Île-de-France.

## Errements dans sa fonction de trésorier-payeur
Son goût pour la littérature, l'art et l'histoire l'ont certainement conduit à considérer sa fonction financière comme secondaire. Les rapports de l'Inspection générale des services de 1883, 1889, 1890, 1892, 1894 puis 1901 et 1904 pointent les anomalies constatées dans la gestion financière des collectivités territoriales dont il a la charge. Au début de l'année 1905, il est remplacé dans ses fonctions qu'il exerçait à Lille à la Trésorerie-paierie générale du Nord.
Contraint de rembourser les créanciers à qui il devait de l'argent et en l'absence de revenus de l'Administration, il collabore à de grands journaux parisiens, au Matin, au Radical, à L'Événement, la Paix, le Temps.
Il meurt le 25 juillet 1917 dans le 16e arrondissement de Paris.